# WTA-toernooi van Cleveland
Het WTA-toernooi van Cleveland is een jaarlijks terugkerend tennistoernooi voor vrouwen dat wordt georganiseerd in de Amerikaanse stad Cleveland. De officiële naam van het toernooi is Tennis in the Land.
De WTA organiseert het toernooi, dat in de categorie "WTA 250" valt en wordt gespeeld op hardcourtbanen.
De eerste editie ontrolde zich in augustus 2021 en werd gewonnen door de Estische Anett Kontaveit.

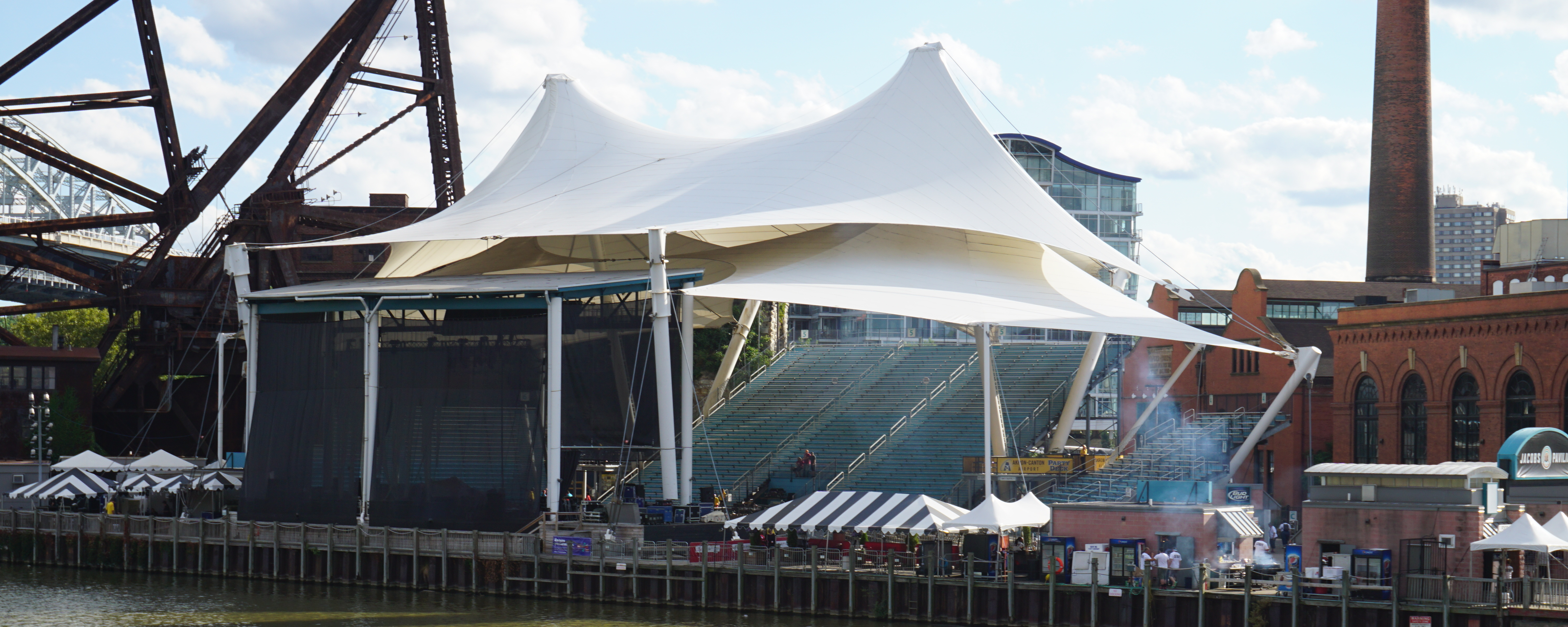
Jacobs Pavilion

## Finales

### Enkelspel
| Datum      | Naam               | Cat.    | ($)     | Ondergrond        | Winnares            | Verliezend finaliste    | Uitslag       |         |
| ---------- | ------------------ | ------- | ------- | ----------------- | ------------------- | ----------------------- | ------------- | ------- |
| 2021-08-22 | Tennis in the Land | WTA 250 | 235.238 | hardcourt, buiten | Anett Kontaveit     | Irina-Camelia Begu      | 7-6, 6-4      | details |
| 2022-08-21 | Tennis in the Land | WTA 250 | 251.750 | hardcourt, buiten | Ljoedmila Samsonova | Aljaksandra Sasnovitsj  | 6-1, 6-3      | details |
| 2023-08-20 | Tennis in the Land | WTA 250 | 271.363 | hardcourt, buiten | Sara Sorribes Tormo | Jekaterina Aleksandrova | 3-6, 6-4, 6-4 | details |
| 2024-08-18 | Tennis in the Land | WTA 250 | 267.082 | hardcourt, buiten | McCartney Kessler   | Beatriz Haddad Maia     | 1-6, 6-1, 7-5 | details |

### Dubbelspel
| Datum      | Naam               | Cat.    | ($)     | Ondergrond        | Winnaressen                          | Verliezend finalistes                | Uitslag          |         |
| ---------- | ------------------ | ------- | ------- | ----------------- | ------------------------------------ | ------------------------------------ | ---------------- | ------- |
| 2021-08-22 | Tennis in the Land | WTA 250 | 235.238 | hardcourt, buiten | Shuko Aoyama Ena Shibahara           | Christina McHale Sania Mirza         | 7-5, 6-3         | details |
| 2022-08-21 | Tennis in the Land | WTA 250 | 251.750 | hardcourt, buiten | Nicole Melichar-Martinez Ellen Perez | Anna Danilina Aleksandra Krunić      | 7-5, 6-3         | details |
| 2023-08-20 | Tennis in the Land | WTA 250 | 271.363 | hardcourt, buiten | Miyu Kato Aldila Sutjiadi            | Nicole Melichar-Martinez Ellen Perez | 6-4, 6-7, [10-8] | details |
| 2024-08-18 | Tennis in the Land | WTA 250 | 267.082 | hardcourt, buiten | Cristina Bucșa Xu Yifan              | Shuko Aoyama Eri Hozumi              | 3-6, 6-3, [10-6] | details |